# Pseudolambrus calappoides
Pseudolambrus calappoides är en kräftdjursart som först beskrevs av Adams och White 1848.  Pseudolambrus calappoides ingår i släktet Pseudolambrus och familjen Parthenopidae. Inga underarter finns listade i Catalogue of Life.